# Chiesa della Santissima Trinità (Potenza)
La chiesa della Santissima Trinità è un edificio religioso situato nel centro storico di Potenza.

## Storia
Si presume che la chiesa fosse già esistente dall'XI secolo, dato che il primo documento dove è citata risale al 1178. Consacrata nuovamente nel XIV secolo, vi lavorò il pittore Pietro Afesa; venne distrutta dal terremoto del 1857 e ricostruita completamente solo nel 1872. Le pareti sono state decorate negli anni trenta da Mario Prayer e anche l'abside e il transetto hanno subito modifiche rispetto agli originali. 
L'edificio balzò agli onori della cronaca per essere stato il luogo in cui fu uccisa Elisa Claps, una studentessa di 16 anni scomparsa nel 1993 e i cui resti vennero ritrovati nel sottotetto 17 anni dopo. Dagli esami autoptici è emerso come il corpo non sia stato mosso, confermando quindi che l'omicidio della giovane era avvenuto all'interno della chiesa. La chiesa venne quindi messa sotto sequestro dalla procura di Salerno per le indagini. Per 13 anni l'edificio è rimasto chiuso al culto.
Il 24 agosto 2023 la chiesa venne riaperta al culto "per un congruo tempo" (poche ore diurne). La famiglia Claps fu contraria alla decisione (precedentemente annunciata da una lettera dello stesso papa Francesco), denunciando come la riapertura sia avvenuta nel periodo estivo e a poche settimane dal trentennale dell'omicidio. L'arcivescovo Salvatore Ligorio parla di richiesta di risarcimento da parte della famiglia Claps, ma il fratello di Elisa, Gildo Claps, smentisce tale affermazione. Ligorio, a sua volta, smentisce eventuali colpe della Chiesa per quanto successo ad Elisa Claps. Al contempo, la mamma Filomena riceve una lettera da parte di don Maurizio Patriciello.
Ad inizio novembre 2023 viene celebrata dal vescovo la prima messa nella chiesa, verso la quale hanno espresso contestazioni Federica Sciarelli, Gildo Claps e la giornalista Antonella Giacummo.